# Тре Пјетре (Беневенто)
Тре Пјетре је насеље у Италији у округу Беневенто, региону Кампанија.
Према процени из 2011. у насељу је живело 54 становника. Насеље се налази на надморској висини од 307 м.